# Manthelon
Manthelon ist eine ehemalige französische Gemeinde mit 330 Einwohnern (Stand: 2020) im Département Eure in der Region Normandie. Sie gehörte zum Arrondissement Évreux. Die Bewohner werden Manthelonnais und Manthelonnaises genannt.
Der Erlass vom 23. November 2015 legte mit Wirkung zum 1. Januar 2016 die Eingliederung von Manthelon als Commune déléguée zusammen mit den früheren Gemeinden Condé-sur-Iton, Damville, Gouville, Le Roncenay-Authenay und Le Sacq zur neuen Commune nouvelle Mesnils-sur-Iton fest.

## Geografie
Manthelon liegt etwa 15 Kilometer südwestlich von Évreux und etwa 38 Kilometer südöstlich von Bernay. Der Iton verläuft östlich des Ortes.
Umgeben wird Manthelon von den Nachbargemeinden und der Commune déléguée:
| Nogent-le-Sec |                                             | Sylvains-lès-Moulins |
|               | Kompassrose, die auf Nachbargemeinden zeigt |                      |
| Marbois       | Le Sacq (Commune déléguée)                  |                      |

## Bevölkerungsentwicklung
| Manthelon: Einwohnerzahlen von 1793 bis 2020                                                                               | Manthelon: Einwohnerzahlen von 1793 bis 2020 | Manthelon: Einwohnerzahlen von 1793 bis 2020 | Manthelon: Einwohnerzahlen von 1793 bis 2020 | Manthelon: Einwohnerzahlen von 1793 bis 2020 |
| --- | -------------------------------------------- | -------------------------------------------- | -------------------------------------------- | -------------------------------------------- |
| Jahr |                                              |                                              |                                              | Einwohner                                    |
| 1793 | 1793                                         |                                              | 325                                          | 325                                          |
| 1800 | 1800                                         |                                              | 336                                          | 336                                          |
| 1806 | 1806                                         |                                              | 382                                          | 382                                          |
| 1821 | 1821                                         |                                              | 318                                          | 318                                          |
| 1831 | 1831                                         |                                              | 294                                          | 294                                          |
| 1836 | 1836                                         |                                              | 313                                          | 313                                          |
| 1841 | 1841                                         |                                              | 325                                          | 325                                          |
| 1846 | 1846                                         |                                              | 389                                          | 389                                          |
| 1851 | 1851                                         |                                              | 371                                          | 371                                          |
| 1856 | 1856                                         |                                              | 351                                          | 351                                          |
| 1861 | 1861                                         |                                              | 353                                          | 353                                          |
| 1866 | 1866                                         |                                              | 334                                          | 334                                          |
| 1872 | 1872                                         |                                              | 330                                          | 330                                          |
| 1876 | 1876                                         |                                              | 331                                          | 331                                          |
| 1881 | 1881                                         |                                              | 292                                          | 292                                          |
| 1886 | 1886                                         |                                              | 284                                          | 284                                          |
| 1891 | 1891                                         |                                              | 285                                          | 285                                          |
| 1896 | 1896                                         |                                              | 281                                          | 281                                          |
| 1901 | 1901                                         |                                              | 274                                          | 274                                          |
| 1906 | 1906                                         |                                              | 238                                          | 238                                          |
| 1911 | 1911                                         |                                              | 246                                          | 246                                          |
| 1921 | 1921                                         |                                              | 192                                          | 192                                          |
| 1926 | 1926                                         |                                              | 228                                          | 228                                          |
| 1931 | 1931                                         |                                              | 218                                          | 218                                          |
| 1936 | 1936                                         |                                              | 226                                          | 226                                          |
| 1946 | 1946                                         |                                              | 212                                          | 212                                          |
| 1954 | 1954                                         |                                              | 223                                          | 223                                          |
| 1962 | 1962                                         |                                              | 213                                          | 213                                          |
| 1968 | 1968                                         |                                              | 193                                          | 193                                          |
| 1975 | 1975                                         |                                              | 184                                          | 184                                          |
| 1982 | 1982                                         |                                              | 206                                          | 206                                          |
| 1990 | 1990                                         |                                              | 247                                          | 247                                          |
| 1999 | 1999                                         |                                              | 271                                          | 271                                          |
| 2006 | 2006                                         |                                              | 289                                          | 289                                          |
| 2013 | 2013                                         |                                              | 347                                          | 347                                          |
| 2020 | 2020                                         |                                              | 330                                          | 330                                          |
| Quelle(n): EHESS/Cassini bis 1999, INSEE ab 2006 Anmerkung(en): Ab 1962 offizielle Zahlen ohne Einwohner mit Zweitwohnsitz |                                              |                                              |                                              |                                              |